# Nicola White
Nicola White (ur. 20 stycznia 1988 w Oldham) – brytyjska hokeistka na trawie. Podczas igrzysk w 2012 grała w zespole brytyjskim, który zdobył brązowy medal. Wystąpiła w 7 meczach. Zaczęła grać w hokeja na trawie w wieku 7 lat. W reprezentacji zadebiutowała 20 czerwca 2009, w meczu przeciwko reprezentacji Niemiec, w którym zdobyła gola. W 2016 roku podczas igrzysk w Rio de Janeiro wraz z reprezentacją zdobyła mistrzostwo olimpijskie.